# 7th Indiana Infantry Regiment
Septième régiment d'infanterie de volontaires de l'Indiana
Le 7th Regiment Indiana Volunteer Infantry (septième régiment d'infanterie de volontaires de l'Indiana) est un régiment d'infanterie de l'État de l’Indiana qui a servi dans l'armée de l'Union pendant la guerre de Sécession.

## Service

### 1861
Le 7th Indiana Volunteer Infantry est organisé à Indianapolis, en Indiana entre le 21 avril 1861 et le 27 avril 1861. Le régiment est envoyé à Grafton, Virginie (maintenant Virginie-Occidentale) le 30 mai 1861 et participe à la bataille de Philippi, l'une des premières batailles terrestres de la guerre de Sécession le 3 juin 1861.
Appartenant la brigade de l'Indiana du brigadier général Thomas A. Morris (de l'armée de Virginie de l'Ouest du major général George B. McClellan), le 7th Indiana participe à la campagne de Rich Mountain du 6 au 17 juillet 1861. Le régiment participe aux combats à Laurel Hill (en) (7 juillet 1861), Belington (8 juillet 1861), à la bataille de Corrick's Ford (12-14 juillet 1861), et à la poursuite des forces du brigadier général Robert S. Garnett (15-17 juillet 1861). Le régiment quitte le service actif le 2 août 1861.
Un nouvel 7th Indiana est organisé à partir du régiment de trois mois à Indianapolis, en Indiana le 13 septembre 1861.
Le régiment participe à la bataille de Greenbrier River au cours des opérations en Virginie-Occidentale.

### 1862
Au sein de la troisième brigade de Tyler de la division de Shields, le 7th Indiana participe le 9 juin 1862 à la bataille de Port Republic,.  

### 1863
Le régiment prend part à la bataille de Chancellorsville (30 avril - 6 mai 1863) au sein de la deuxième brigade de la première division du Ie corps de l'armée du Potomac(p453),.  
L'avant veille de la bataille de Gettysburg, le 7th Indiana Infantry est détaché pour est placé à la garde du bétail et du train de munition ; le colonel Ira Grover désobéit aux ordres lorsqu'il entend le bruit des canons et l'annonce du général Reynolds et met en marche son régiment en direction des combats. Dans la soirée du 1er juillet 1863, la compagnie B du régiment entre en contact avec un groupe du 42nd Virginia Infantry parti en reconnaissance sur Culp's Hill. Ce dernier est fait en grande partie prisonnier et néanmoins quelques hommes s'échappent et informent le général Ewell de l'occupation de la colline par les forces de l’Union, ce qui l'incite à attendre le lever du jour pour attaquer la colline. Ce délai est souvent cité pour être l'une des raisons de l'échec confédéré de la bataille de Gettysburg(p54),. 

### 1864
Le régiment quitte le service actif le 20 septembre 1864. Les hommes qui se sont réengagés et ceux dont le service n'était pas terminé sont transférés dans le 19th Indiana Infantry.

## Effectifs et pertes
Le régiment de trois mois subit une seule perte, un homme tué au cours d'une bataille et deux autres hommes morts de maladie portant le total des décès à trois.
Le régiment reformé perd 8 officiers, et 108 hommes de troupe tués au combat ou décédés des suites de blessures et 2 officiers et 111 hommes de troupe décédés de maladie, soit un total de 229 morts.

## Commandants
- Colonel Ebenezer Dumont
- Colonel Ira Glanton Grover